# 米川敏子
米川 敏子（よねかわ としこ、1913年〈大正2年〉2月2日 - 2005年〈平成17年〉12月13日）は、生田流箏曲家。二代を数える。
1913年、箏曲家・米川琴翁の娘として兵庫県姫路市に生まれる。牛込高等女学校（現・豊島岡女子学園中学校・高等学校）卒業。1942年日本文化連盟コンクール1位となるなど、若い頃から高い評価を受けた。芸術祭では奨励賞、優秀賞などを受賞。数多くの作曲も行った。父の死後家元となる。1996年、人間国宝。2002年、日本芸術院賞。2003年、文化功労者。2005年12月13日午前5時44分、急性肺炎のため東京都港区の病院で死去。92歳没。
米川の死後、2007年に次女で箏曲家の後藤裕枝が「米川敏子」を襲名した。
弟の米川恭男（二代目米川親敏）も箏曲家。ロシア文学者の米川正夫、箏曲家の米川文子（初代）の姪にあたる。